# Guilan (province)
Pour les articles homonymes, voir Guilan.
 (novembre 2020).

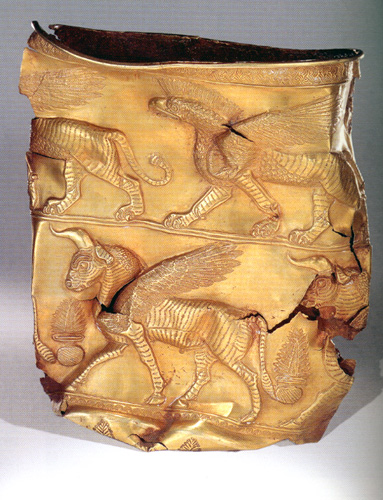
Coupe en Or. Extraite à Marlik, Guilan. Première moitié du Ier millénaire av. J.-C. Musée national d'Iran. Notez le Griffon sur la bande supérieure.

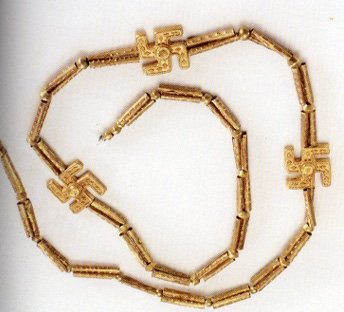
Collier aux Svastikas provenant de Kaluraz, Guilan, Ier millénaire av. J.-C. Musée national d'Iran.

Le Guilan (en persan : استان گیلان / Ostân-e Gilân [osˌtɒːne giːˈlɒːn] ; aussi transcrit Gilan, en sachant qu'en persan la consonne گ / g se prononce [g]) est une des trente-et-une provinces d'Iran. Elle était connue pendant l'Antiquité comme une partie de l'Hyrcanie. Sa population est d'environ 2 millions d'habitants et sa superficie est de 14 700 km². Le Guilan se trouve à l'ouest du Mazandéran, le long de la mer Caspienne. Sa capitale est Racht. Les autres villes d'importance de la province sont : Astara, Astaneh-ye Achrafiyeh, Roudsar, Langroud, Souma'eh Sara, Talech, Fouman, Massouleh et Lahidjan.
Le port principal de la province est Bandar-e Anzali (précédemment Bandar-e Pahlavi).

## Histoire

### Histoire antique
Les recherches archéologiques révèlent que l'histoire de la province remonte avant la dernière ère glaciaire.
Au VIe siècle av. J.-C., les habitants du Guilan (tels que les tribus Gill et Daylam) se sont alliés avec Cyrus le grand et ont chassé les Mèdes. La province est ensuite passée d'une dynastie à l'autre.

### Histoire contemporaine
La province du Guilan a joué un rôle important sous la révolution constitutionnelle persane, sous l'égide de Mirza Koutchak Khan Djangali. Son mouvement, connu sous le nom de Djangalis (Mouvements des gens de la forêt), a envoyé une brigade armée à Téhéran qui a aidé à déposer le dirigeant qadjar Mohammad Ali Chah. Cependant, la révolution n'a pas progressé dans la voie pour laquelle le mouvement constitutionnaliste s'était battu, et la Perse a alors connu une période de trouble et d'invasions étrangères, particulièrement de la part des empires britannique et russe.
Cette contribution du Guilan au mouvement de Mirza Koutchak Khan Djangali est glorifiée dans l'histoire iranienne. Ce mouvement a permis de sécuriser le Guilan et le Mazandéran contre les invasions étrangères.
Cependant, en 1920, poursuivies par les Bolchéviques, des forces britanniques ont envahi Bandar-e Anzali. Au milieu du conflit entre la Grande-Bretagne et la Russie bolchévique, les Jangalis ont formé une alliance avec les Bolchéviques contre les Britanniques. Cette alliance a culminé lors de l'établissement de la république socialiste du Gilan, qui a duré de juin 1920 jusqu'à septembre 1921. En février 1921, les Bolchéviques ont retiré leur soutien au mouvement Jangali du Guilan, et signé le Traité d'amitié irano-soviétique avec le gouvernement central de Téhéran. Les Jangalis ont continué à combattre le gouvernement central pendant le reste de l'année, jusqu'à leur défaite définitive, en septembre, qui a marqué le retour du gouvernement du Guilan à Téhéran.

## Géographie et climat
Le Guilan a un climat humide tempéré avec de nombreuses chutes de pluie annuelles. La chaîne de l'Elbourz permet une diversification des terrains par rapport aux côtes de la Caspienne.
De grandes parties de la province sont montagneuses et recouvertes de vertes forêts. La plaine côtière le long de la mer Caspienne est similaire à celle du Mazandaran, est recouverte de rizières.
En mai 1990, une grande partie de la province a été détruite par un énorme tremblement de terre, dans lequel 45 000 personnes sont mortes. Abbas Kiarostami réalisa ses films Et la vie continue et Au travers des oliviers à partir de ces événements.
| Carte | Abréviation sur la carte | Comté |
| ----- | ------------------------ | ----- |
|       |                          |       |
| A     | Astara                   |       |
| AA    | Astaneh-ye Achrafiyeh    |       |
| BA    | Bandar-e Anzali          |       |
| F     | Fouman                   |       |
| H     | Rezvanshahr              |       |
| Lh    | Lahidjan                 |       |
| Lr    | Langaroud                |       |
| R     | Racht                    |       |
| Rs    | Roudsar                  |       |
| Rb    | Roudbar                  |       |
| S     | Sowme'eh-Sara            |       |
| Sh    | Chaft                    |       |
| M     | Massal                   |       |

## Population et culture

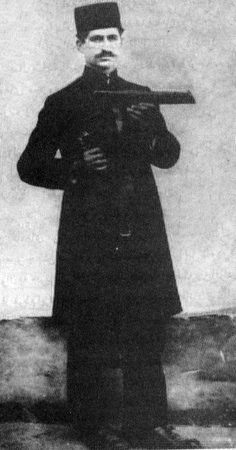
Mirza Koutchak Khan, un héros iranien originaire du Guilan.

La position du Guilan sur la route commerciale Téhéran-Bakou a permis la fondation des villes de Bandar-e-Anzali et de Racht qui se classent parmi les villes commerciales les plus importantes d'Iran. Les classes moyennes et les commerçants représentent donc une forte proportion de la population.

### Biens culturels
La province accueille tous les ans deux millions de touristes en moyenne, la plupart d'origine iranienne. Bien que l'Organisation de l'héritage culturel de l'Iran recense 211 sites d'importance historique et culturelle dans la région, la principale attraction touristique du Guilan est la bourg de Masouleh, situé dans les collines au sud-est de Racht. Le village n'est pas construite de manière très différente des pueblos nord-américains, le toit d'une maison étant la cour de la maison située directement au-dessus.

### Gastronomie
Le Guilan a une très forte tradition culinaire, et certains de ses plats ont été adoptés dans tout l'Iran. Cette variété est due en partie au climat qui permet de faire pousser une très grande variété de fruits, de légumes et de fruits secs dans la province. Les fruits de mer sont un composant important de la cuisine guilani (et mazandarani). L'esturgeon, souvent fumé ou servi sous forme de kabab, et le caviar sont des délices que l'on peut retrouver sur tout le littoral de la mer Caspienne. Les ragoûts persans traditionnels, tels que le ghalieh mahi (ragoût de poisson) et le ghalieh maygou (ragoût de crevettes), sont aussi préparés d'une façon typiquement guilani.
Les mets les plus spécifiques du Guilan sont une pâte à base de noix et de jus de grenade, utilisée comme marinade pour des kababs acides ou en tant que base du fesenjoun, un riche ragoût de canard, de poulet ou d'agneau. Mirza ghasemi est un plat à base d'œufs et d'aubergines frites au goût fumé qui est souvent servi en guise d'accompagnement ou d'apéritif. On compte aussi d'autres plats, parmi lesquels l'ail dans le vinaigre, des olives à la pâte de noisette et le poisson fumé. Le caviar et le poisson fumé sont, en particulier, très recherchés en tant que spécialités et sont plus destinés au marché international des gourmets. Voir aussi Cuisine d'Iran.

### Personnalités liées à Guilan
- Abd al Qadir al-Jilani
- Mohammad Ali Mojtahedi
- Mirza Kuchak Khan

## Universités
1. Université du Guilan à Mofid
2. Université du Guilan
3. Université Islamique libre d'Astara
4. Université Islamique libre de Bandar Anzali
5. Université Islamique libre de Racht
6. Université des sciences médicales du Guilan